# 毒素 (2009年创刊)
《毒素》（英語：Toxins）是一本月刊开放获取科学期刊，内容涵盖毒素和毒理学。《毒素》由多学科数字出版研究所（MDPI）每月在线出版。
法国毒素学会（French Society on Toxinology，SFET）、国际真菌毒理学会（International Society for Mycotoxicology，ISM）、日本真菌毒理学会（Japanese Society of Mycotoxicology，JSMYCO）和欧洲尿毒症毒素（European Uremic Toxins，EUTox）工作组均隶属于《毒素》。
本期刊涵盖毒素学以及来自动物、微生物和植物的各种毒素（生物毒素）。涵盖的毒素类型包括：黄曲霉毒素、外毒素、内毒素、神经毒素以及任何其他来自动物、植物或微生物的毒素。

## 摘要和索引
该期刊的文摘和索引已被医学索引/MEDLINE/PubMed、科学引文索引拓展和Scopus收录。其2017年影响因子3.273。